# سیلوانو ابه
سیلوانو ابه (انگلیسی: Silvano Abbà؛ ۳ ژوئیهٔ ۱۹۱۱ – ۲۴ اوت ۱۹۴۲) ورزشکار پنج‌گانه مدرن اهل پادشاهی ایتالیا بود.
وی در مسابقات کشوری و بین‌المللی در مجموع برندهٔ ۱ مدال برنز شده‌است.